# فرانك هربرت ماسون
فرانك هربرت ماسون (بالإنجليزية: Frank Herbert Mason)‏ هو رسام أمريكي، ولد في 20 فبراير 1921 في كليفلاند في الولايات المتحدة، وتوفي في 16 يونيو 2009 في Arden, New York ‏ في الولايات المتحدة.